# John McEnery (Politiker)

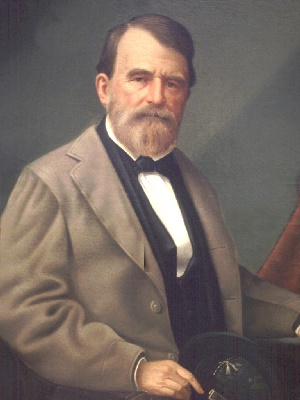
John McEnery

John McEnery (* 31. März 1833 in Petersburg, Virginia; † 28. März 1891 in Washington D.C.) war ein US-amerikanischer Politiker und im Jahr 1873 Gouverneur des Bundesstaates Louisiana.

## Frühe Jahre
Schon im Jahr 1835 kam John McEnery mit seiner Familie nach Monroe in Louisiana. Später besuchte er das Hanover College in Indiana und die heutige Tulane University, an der er Jura studierte. Im Jahr 1857 wurde er bei der Landverwaltung der Bundesregierung in Monroe angestellt.

## Politische Laufbahn
Während des Bürgerkriegs brachte er es in einer Infanterie-Einheit aus Louisiana bis zum Oberstleutnant. Im Jahr 1866 wurde er in das Repräsentantenhaus von Louisiana gewählt, aus dem er 1867 vom Militärbefehlshaber wieder entfernt wurde. Im Jahr 1872 kandidierte er als Kandidat der Demokratischen Partei für das Amt des Gouverneurs.

## Umstrittene Gouverneurswahlen
Die Gouverneurswahlen dieses Jahres waren in Louisiana sehr umstritten. McEnery kandidierte gegen den Republikaner William P. Kellogg. Der amtierende Gouverneur Henry C. Warmoth unterstützte aktiv McEnery, obwohl dieser nicht seiner Republikanischen Partei angehörte. Der Ausgang war sehr knapp und ein von Warmoth eingesetzter Wahlausschuss erklärte McEnery zum Wahlsieger. Das Ergebnis wurde von Kellogg angefochten. Ein anderer Wahlausschuss bestätigte Kellogs Wahlsieg. Inzwischen wurde am 14. Januar 1873 McEnery als neuer Gouverneur vereidigt. Gleichzeitig wurde bei einer Gegenveranstaltung Kellogg als Gouverneur in sein Amt eingeführt. Damit hatte Louisiana zwei Gouverneure zur gleichen Zeit.
Im September 1874 griffen 5.000 Untergrundkämpfer der rassistischen White League in New Orleans 3500 Polizisten und Angehörigen der Miliz von Louisiana an und versuchten, Kellogg gewaltsam zu stürzen. Die Kämpfe gingen als Schlacht von Liberty Place in die Geschichte des Staates ein. Dieses Chaos wurde schließlich von Präsident Ulysses S. Grant beendet, der Truppen nach New Orleans schickte und am 20. September 1873 Kellogg zum Wahlsieger erklärte.

## Weiterer Lebenslauf
Nach dem Ende seiner Hoffnungen auf das Gouverneursamt wurde McEnery Rechtsanwalt in New Orleans. Er war mit Mary G. Thompson verheiratet und starb am 28. März 1891 in Washington. Sein Bruder Samuel war zwischen 1881 und 1888 Gouverneur von Louisiana.